# Danke Deutschland
Danke Deutschland (Díky, Německo!) je píseň, která vznikla na začátku roku 1992 v Chorvatsku jako projev díků Německu za diplomatické uznání chorvatského státu během rozpadu Jugoslávie. Německý ministr zahraničí Hans-Dietrich Genscher totiž i přes odpor svých evropských kolegů prosadil, aby Chorvatsko, kde probíhala válka mezi Chorvaty a Srby, bylo uznáno za nezávislý stát.
Píseň ve videoklipu odzpívala zpěvačka Sanja Trumbić, a její vystoupení bylo kritizováno za nízkou uměleckou hodnotu[zdroj?] i špatné pochopení geopolitických souvislostí v Evropě obecně.

## Text
- Danke Deutschland, meine Seele brennt!
- Danke Deutschland, für das liebe Geschenk.
- Danke Deutschland, vielen Dank,
- wir sind jetzt nicht allein,
- und die Hoffnung kommt in das zerstörte Heim.